# Hymetrochota rotula
Hymetrochota rotula är en svampdjursart som beskrevs av Topsent 1904. Hymetrochota rotula ingår i släktet Hymetrochota och familjen Iotrochotidae. Inga underarter finns listade i Catalogue of Life.